# Ngāruawāhia
Ngāruawāhia ist eine kleine Stadt im Waikato District der Region Waikato auf der Nordinsel von Neuseeland. Die Stadt ist Sitz des Waikato District Council.

## Namensherkunft
Der Name der Stadt kann in der Sprache der Māori mit „die aufgebrochenen Vorratsgruben“ übersetzt werden. Der Legende nach soll 1660 ein Häuptling der Region unangemeldet hochrangigen Besuch bekommen haben und für die Bewirtung der Gäste das Vorratslager angebrochen haben.

## Geographie
Ngāruawāhia befindet sich rund 17 km nordwestlich des Stadtzentrums von Hamilton an der Mündung des Waipā River und Waikato River. Westlich der Stadt erheben sich nordwärts ziehend die bis zu 374 m hohen Hakarimata Range.

## Geschichte
Wegen seiner Lage an der Zusammenkunft der beiden Flüsse war die Siedlung für die Māori von besonderer Bedeutung und auch schon 1830 europäischen Siedlern und Missionaren bekannt. Im April 1858 wurde an dem Ort der Māori-Führer Pōtatau Te Wherowhero zum ersten König der Māori ernannt und zum Sprecher der vereinigten Stämme von Waikao und Taupo bestimmt. Man erhoffte damit, Streitigkeiten mit den britischen Kolonialisten besser bewältigen und sich besser einigen zu können, doch das Gegenteil war der Fall. Der damalige Gouverneur für Neuseeland, Thomas Gore Browne, sah in der Ernennung eines Māori-Königs eine Missachtung der britischen Krone. Aus den daraus folgenden Missverständnissen und Spannungen entbrannte schließlich im Dezember 1863 der Waikato Krieg. Nach der britischen Invasion von Ngāruawāhia und wegen der in der Nähe befindlichen Kohlebergwerke von Glen Massey, benannten die Besatzer den Ort zunächst in Newcastle um. Später bekam der Ort seinen alten Namen zurück und 1920 des Status einer Stadt verliehen.
Ngāruawāhia gilt als die Heimat des Kīngitanga, einer auf die Bildung einer Monarchie gerichteten Bewegung der Māori. Der Ort war  offizielle Residenz der Māori-Königin Te Atairangikaahu.

### Zugunglück
Am 14. März 1998 entgleiste der Zug Nr. 235 aufgrund einer verschobenen Zugladung an der Brücke über den Waitako River. Die entgleisten Waggons türmten sich auf dem Überbau der Brücke auf und beschädigten sie erheblich. Bereits einen Monat später ereignete sich ein weiterer Unfall durch einen auf dem falschen Gleis fahrenden Zug.

## Bevölkerung
Zum Zensus des Jahres 2013 zählte der Ort 5127 Einwohner, 0,4 % mehr als zur Volkszählung im Jahr 2006.

## Infrastruktur

### Straßenverkehr
Der New Zealand State Highway 1 führt rund 5 km östlich an der Stadt vorbei, ist aber über gute Zugangsstraßen ich Richtung Hamilton im Südosten und in Richtung Taupiri im Nordosten gut zu erreichen.

### Schienenverkehr
Die Eisenbahnstrecke des North Island Main Trunk Railway führt direkt durch die Stadt und besitzt mit dem Bahnhof im Stadtzentrum einen zentralen Haltepunkt.

## Sehenswürdigkeiten
- Das Tūrangawaewae Marae, ein bedeutendes Marae (heiliger Platz) der Māori liegt auf dem Ostufer des Waikato River.

## Sport
In der Stadt gibt es mehrere Sportmannschaften. Ngāruawāhia United, als „The Green Machine“ bekannt, ist der örtliche Fußballverein. Er wurde 1968 gegründet und hatte 2007 zehn Juniorenmannschaften, vier Seniorenmannschaften und ein Frauenteam. Die Mannschaft der Männer und ihre Reservemannschaft spielen in der 1. Division der Northern League.

## Persönlichkeiten
- Warren Johnston (* 1935), Radrennfahrer
- Marilyn Waring (* 1952), Politikerin, Hochschullehrerin und Feministin